# 烏克蘭希臘禮天主教多倫多及加拿大東部教區
烏克蘭希臘禮天主教多倫多及加拿大東部教區 （拉丁語：Eparchia Torontinus Ucrainorum）是加拿大一個東儀天主教教區（烏克蘭希臘禮），屬溫尼伯總教區。
東加拿大代牧區於1948年1月19日成立，1956年11月3日升為教區。
教區範圍包括安大略及以東的所有省份。2009年有教友7,500人、十五個堂區、十九名司鐸。
教區主教現時出缺，宗座署理為貝安·J·貝達，榮休主教為斯德望·維篤·赫米拉爾。